# Eduardo Bauermann
Eduardo Gabriel dos Santos Bauermann (Estância Velha, 13 de fevereiro de 1996) é um futebolista brasileiro que atua como zagueiro. Atualmente está no clube mexicano Pachuca.

## Carreira

### Internacional
Nascido em Estância Velha, Rio Grande do Sul, Eduardo Bauermann foi descoberto em 2006 em um campeonato regional na sua cidade-natal. O técnico do time adversário apostou em seu talento e entrou em contato com um dirigente do Internacional. Contudo, fez um teste e foi aprovado, onde passou em todas as categorias de base do clube até ser relacionado pela primeira vez no elenco profissional.
Sua estreia como jogador profissional aconteceu no dia 26 de janeiro de 2014, quando foi titular em uma vitória fora de casa por 2–1 sobre o Passo Fundo, válida pelo Campeonato Gaúcho. Marcou seu primeiro gol como profissional no dia 18 de julho de 2015, em uma vitória em casa por 2–1 sobre o Goiás, válida pelo Campeonato Brasileiro.

### Náutico
Com a falta de espaço no Internacional, o Náutico oficializou a contratação de Bauermann em 14 de maio de 2016, por um contrato de empréstimo até o fim da temporada. Estreou  pelo Timbu no dia 24 de maio, sendo titular em uma derrota fora de casa por 1–0 para o Londrina, válida pela Série B. Seu primeiro e único gol marcado pelo clube foi no dia 22 de julho, em uma vitória em casa por 3–1 sobre o Avaí.

### Retorno ao Internacional
Com a venda de Réver ao Flamengo, em 3 de agosto de 2016, o Internacional solicitou o retorno de Bauermann do seu contrato de empréstimo com o Náutico. O retorno não agradou os dirigentes do clube pernambucano, pois afirmaram que foi solicitado de forma incondicional, mas a negociação se resolveria em seguinte. Sua reestreia pelo Inter aconteceu em 15 de agosto, entrando como titular em uma derrota fora de casa por 1–0 para a Chapecoense, pelo Campeonato Brasileiro.

### Atlético Goianiense
Em 3 de maio de 2017, foi oficializado o empréstimo de Eduardo Bauermann ao Atlético Goianiense, por um contrato até o fim da temporada. Fez sua estreia em 8 de junho, entrando como titular em uma vitória em casa por 3–0 sobre a Ponte Preta, pelo Campeonato Brasileiro.

### Figueirense
Após não receber chances no Atlético Goianiense e estar fora dos planos do Internacional mais uma vez, no dia 18 de dezembro de 2017, foi oficializado o empréstimo de Bauermann ao Figueirense. Sua estreia aconteceu no dia 24 de janeiro de 2018, entrando como titular em uma vitória em casa por 1–0 sobre o Brusque, válida pelo Campeonato Catarinense.
Na reta final do Campeonato Catarinense, Bauermann tornou-se titular e ganhou uma sequência na equipe do Figueirense no restante do ano. Durante a sua passagem, o zagueiro chamou a atenção do Ceará, do Fortaleza e de alguns clubes do exterior.

### Paraná
Em 4 de janeiro de 2019, por meio de uma parceria com o Internacional, o zagueiro foi oficializado pelo Paraná, assinando um contrato de um ano. Sua estreia aconteceu no dia 20 de janeiro, entrando como titular em uma derrota fora de casa por 1–0 para o Operário Ferroviário, pelo Campeonato Paranaense. Seu primeiro gol marcado pelo clube aconteceu em 24 de março, durante uma vitória em casa por 4–1 sobre o Cascavel.
Na sua estreia, acabou sendo expulso ainda no primeiro tempo. O jogador até foi titular no jogo seguinte depois de cumprir suspensão automática, mas perdeu a posição e ficou no banco de reservas por sete partidas consecutivas. Ele recuperou a titularidade na reta final do Campeonato Paranaense, e continuou assim na Série B. Com boas atuações, Eduardo Bauermann se destacou na temporada, chegando a receber uma proposta do Sint-Truiden, da Bélgica, mas foi negada em seguida.
Depois de sua saída ao América Mineiro, em 2020, Eduardo Bauermann entrou com uma ação na justiça contra o Paraná em razão da falta de pagamentos de salários, direito de imagem, 13º, férias e depósito de FGTS. Em seguida, ganhou a ação de 195 mil reais contra o clube.

### América Mineiro
Em 4 de janeiro de 2020, foi oficializada a contratação de Eduardo Bauermann pelo América Mineiro, por um contrato até dezembro de 2021. O zagueiro realizou sua estreia no dia  22 de janeiro, sendo titular em um empate em casa por 2–2 com a Caldense, válido pelo Campeonato Mineiro. Seu primeiro gol pela equipe aconteceu no dia 29 de agosto, em uma vitória fora de casa por 2–1 sobre o Cruzeiro, válida pela Série B.
Ele jogou regularmente e obteve uma sequência, até que sofreu uma lesão que o tirou dos gramados por dois meses na temporada de 2020. No mesmo ano, no entanto, o América Mineiro foi vice campeão da Série B e conseguiu o acesso. No ano seguinte, Bauermann tornou-se titular absoluto, participando da campanha que levou a equipe para a oitava colocação da Série A e a inédita classificação para a Copa Libertadores da América de 2022.

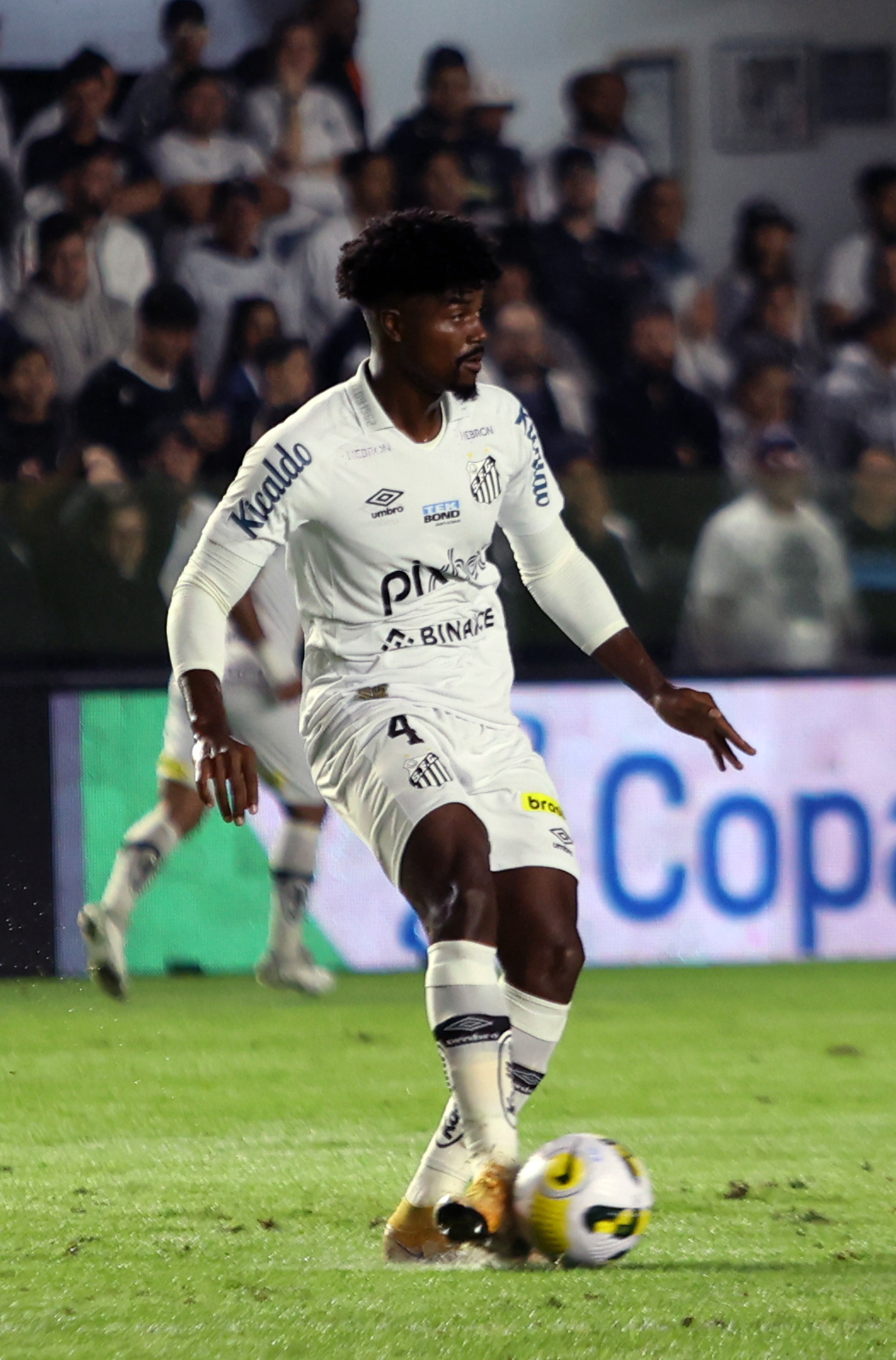
Bauermann atuando pelo Santos em 2022

### Santos
No final de 2021, o Santos encaminhou um pré-contrato com Eduardo Bauermann. A contratação foi oficializada no dia 3 de janeiro de 2022, com o zagueiro sendo apresentado no dia 11 de janeiro, assinando um contrato em definitivo por três anos.
Realizou sua estreia pelo Peixe no dia 26 de janeiro, entrando como titular em um empate fora de casa por 0 a 0 com a Inter de Limeira, válido pelo Campeonato Paulista. Seu primeiro gol pelo clube aconteceu em 6 de fevereiro, em um empate fora de casa por 1–1 com o Guarani.
Após ser denunciado pela Operação Penalidade Máxima, teve seu contrato com o Santos suspenso no dia 16 de maio.

### Alanyaspor
Em 15 de junho de 2023, com seu contrato com o Santos suspenso por conta da Operação Penalidade Máxima, foi acertada a sua venda ao clube turco Alanyaspor, com o Santos não recebendo dinheiro de forma imediata e ficando com 40% dos direitos econômicos. Mas, no dia 11 de setembro, após ser punido pela FIFA por conta do envolvimento com casa de apostas, ele rescindiu seu contrato com o clube turco sem jogar uma partida sequer.

### Everton de Viña del Mar
Em maio de 2024, Eduardo Bauermann acertou para ser o novo reforço do clube chileno Everton de Viña del Mar após o fim de sua suspensão imposta pela FIFA.

### Pachuca
No dia 26 de novembro de 2024, foi confirmada a contratação de Eduardo Bauermann pelo clube mexicano Pachuca após cinco meses no Chile, com sua estreia marcada para o início de janeiro de 2025.

## Seleção Brasileira
No início de sua carreira, Eduardo Bauermann foi convocado para a Seleção Brasileira Sub-17 pela primeira vez em 2012, ele fez parte do elenco que disputou o Campeonato Sul-Americano Sub-17 e a Copa do Mundo Sub-17, além de ter disputado torneios internacionais na Espanha e na China. Em 2015, foi convocado pela Seleção Brasileira Sub-20 para a disputa do Campeonato Sul-Americano Sub-20.

## Controvérsias
Em 8 de maio de 2023, foram vazadas conversas entre Bauermann e um apostador envolvido em uma quadrilha investigada pelo Minstério Público de Goiás. No dia seguinte, após reunião, o Santos anunciou, em nota oficial, o afastamento de Bauermann do elenco. Em 16 de maio, teve seu contrato com o Santos suspenso. Eventualmente, o jogador teve uma punição de 12 jogos de suspensão pela CBF.

## Estatísticas
Atualizadas até 10 de novembro de 2024

### Clubes
| Equipe              | Temporada         | Campeonato nacional | Campeonato nacional | Campeonato nacional | Copa nacional[a] | Copa nacional[a] | Copa nacional[a] | Competições continentais[b] | Competições continentais[b] | Competições continentais[b] | Outros torneios[c] | Outros torneios[c] | Outros torneios[c] | Total | Total | Total   |
| Equipe              | Temporada         | Jogos               | Gols                | Assist.             | Jogos            | Gols             | Assist.          | Jogos                       | Gols                        | Assist.                     | Jogos              | Gols               | Assist.            | Jogos | Gols  | Assist. |
| ------------------- | ----------------- | ------------------- | ------------------- | ------------------- | ---------------- | ---------------- | ---------------- | --------------------------- | --------------------------- | --------------------------- | ------------------ | ------------------ | ------------------ | ----- | ----- | ------- |
| Internacional       | 2014              | —                   | —                   | —                   | —                | —                | —                | —                           | —                           | —                           | 1                  | 0                  | 0                  | 1     | 0     | 0       |
| Internacional       | 2015              | 4                   | 1                   | 0                   | 0                | 0                | 0                | 0                           | 0                           | 0                           | 0                  | 0                  | 0                  | 4     | 1     | 0       |
| Internacional       | 2016              | 5                   | 0                   | 0                   | 3                | 0                | 0                | —                           | —                           | —                           | 0                  | 0                  | 0                  | 8     | 0     | 0       |
| Internacional       | 2017              | —                   | —                   | —                   | 0                | 0                | 0                | —                           | —                           | —                           | 2                  | 0                  | 0                  | 2     | 0     | 0       |
| Internacional       | Total             | 9                   | 1                   | 0                   | 3                | 0                | 0                | 0                           | 0                           | 0                           | 3                  | 0                  | 0                  | 15    | 1     | 0       |
| Náutico             | 2016              | 16                  | 1                   | 0                   | —                | —                | —                | —                           | —                           | —                           | —                  | —                  | —                  | 16    | 1     | 0       |
| Náutico             | Total             | 16                  | 1                   | 0                   | 0                | 0                | 0                | 0                           | 0                           | 0                           | 0                  | 0                  | 0                  | 16    | 1     | 0       |
| Atlético Goianiense | 2017              | 14                  | 0                   | 0                   | —                | —                | —                | —                           | —                           | —                           | —                  | —                  | —                  | 14    | 0     | 0       |
| Atlético Goianiense | Total             | 14                  | 0                   | 0                   | 0                | 0                | 0                | 0                           | 0                           | 0                           | 0                  | 0                  | 0                  | 14    | 0     | 0       |
| Figueirense         | 2018              | 24                  | 0                   | 0                   | 2                | 0                | 0                | —                           | —                           | —                           | 8                  | 0                  | 0                  | 34    | 0     | 0       |
| Figueirense         | Total             | 24                  | 0                   | 0                   | 2                | 0                | 0                | 0                           | 0                           | 0                           | 8                  | 0                  | 0                  | 34    | 0     | 0       |
| Paraná              | 2019              | 20                  | 0                   | 1                   | 0                | 0                | 0                | —                           | —                           | —                           | 4                  | 1                  | 0                  | 24    | 1     | 1       |
| Paraná              | Total             | 20                  | 0                   | 1                   | 0                | 0                | 0                | 0                           | 0                           | 0                           | 4                  | 1                  | 0                  | 24    | 1     | 1       |
| América Mineiro     | 2020              | 14                  | 1                   | 0                   | 5                | 0                | 0                | —                           | —                           | —                           | 12                 | 0                  | 0                  | 31    | 1     | 0       |
| América Mineiro     | 2021              | 35                  | 1                   | 1                   | 4                | 0                | 0                | —                           | —                           | —                           | 14                 | 0                  | 0                  | 53    | 1     | 1       |
| América Mineiro     | Total             | 49                  | 2                   | 1                   | 9                | 0                | 0                | 0                           | 0                           | 0                           | 26                 | 0                  | 0                  | 84    | 2     | 1       |
| Santos              | 2022              | 33                  | 1                   | 1                   | 6                | 0                | 0                | 7                           | 0                           | 0                           | 12                 | 1                  | 0                  | 58    | 2     | 1       |
| Santos              | 2023              | 3                   | 1                   | 0                   | 3                | 0                | 0                | 3                           | 1                           | 0                           | 11                 | 1                  | 1                  | 20    | 3     | 1       |
| Santos              | Total             | 36                  | 2                   | 1                   | 9                | 0                | 0                | 10                          | 1                           | 0                           | 23                 | 2                  | 1                  | 78    | 5     | 2       |
| Alanyaspor          | 2023–24           | 0                   | 0                   | 0                   | —                | —                | —                | —                           | —                           | —                           | —                  | —                  | —                  | 0     | 0     | 0       |
| Alanyaspor          | Total             | 0                   | 0                   | 0                   | 0                | 0                | 0                | 0                           | 0                           | 0                           | 0                  | 0                  | 0                  | 0     | 0     | 0       |
| Everton             | 2024              | 15                  | 1                   | 0                   | 3                | 0                | 0                | —                           | —                           | —                           | —                  | —                  | —                  | 18    | 1     | 0       |
| Everton             | Total             | 15                  | 1                   | 0                   | 3                | 0                | 0                | 0                           | 0                           | 0                           | 0                  | 0                  | 0                  | 18    | 1     | 0       |
| Pachuca             | 2024–25           | 0                   | 0                   | 0                   | —                | —                | —                | —                           | —                           | —                           | —                  | —                  | —                  | 0     | 0     | 0       |
| Pachuca             | Total             | 0                   | 0                   | 0                   | 0                | 0                | 0                | 0                           | 0                           | 0                           | 0                  | 0                  | 0                  | 0     | 0     | 0       |
| Total na carreira   | Total na carreira | 183                 | 7                   | 3                   | 26               | 0                | 0                | 10                          | 1                           | 0                           | 64                 | 3                  | 1                  | 282   | 11    | 4       |

- a. ^ Jogos da Copa do Brasil e da Copa Chile
- b. ^ Jogos da Copa Libertadores da América e da Copa Sul-Americana
- c. ^ Jogos do Campeonato Gaúcho, Primeira Liga, Campeonato Catarinense, Campeonato Paranaense, Campeonato Mineiro e Campeonato Paulista

## Títulos
Internacional
- Campeonato Gaúcho: 2014, 2015 e 2016

Figueirense
- Campeonato Catarinense: 2018